# 頼誠
頼 誠（より まこと、1957年 - ）は、日本の会計学者。兵庫県立大学大学院会計研究科教授。専門は管理会計。

## 学歴
- 1981年 - 滋賀大学経済学部卒業
- 1983年 - 神戸大学大学院経営学研究科博士前期課程修了
- 1986年 - 神戸大学大学院経営学研究科博士後期課程単位取得退学

## 職歴
- 1986年 - 流通経済大学経済学部講師
- 1989年 - 流通経済大学経済学部助教授
- 1990年 - 滋賀大学経済学部助教授
- 2001年 - 滋賀大学経済学部教授
- 2006年 - 兵庫県立大学経営学部教授
- 2007年 - 兵庫県立大学大学院会計研究科教授

## 著書

### 研究書
- 『業績管理のための共通費の配分ー公平性と動機づけをめぐって』滋賀大学経済学部研究叢書 2003年

### 共著の中の掲載論文
- 「グローバル組織の業績評価」吉田寛・柴健次編著『グローバル経営会計論』1997年。
- 「企業の国際化と本社費・共通費管理」浅田孝幸代表編集『戦略的プランニング・コントロールの研究―21世紀の管理会計への課題と挑戦』中央経済社1998年。
- 「日本企業のカンパニー戦略」「前川製作所の独法経営と戦略」浅田孝幸他編著『グループ経営戦略』東京経済情報出版,2001年。

### 共著の教科書
- （浅田孝幸，鈴木研一，中川優，佐々木郁子）『管理会計・入門―戦略経営のためのマネジリアル・アカウンティング 新版』有斐閣, 2005年。
- （浅田孝幸，塘誠）『基礎から理解する管理会計』東京経済情報出版，2005年。

## 主な所属学会
- 日本会計研究学会
- 日本原価計算学会
- 日本管理会計学会